# Hasegawa Yoshimichi
Hasegawa Yoshimichi est un nom japonais traditionnel ; le nom de famille (ou le nom d'école), Hasegawa, précède donc le prénom (ou le nom d'artiste).
Hasegawa Yoshimichi, 1er comte Hasegawa (長谷川 好道) (1er octobre 1850 - 27 janvier 1924) est un maréchal de camp de l'Armée impériale japonaise et le gouverneur-général de Corée de 1916 à 1919. Parmi toutes ses décorations, l'on peut citer entre autres l'ordre du Milan doré (1re classe) et l'ordre du Chrysanthème.

## Biographie
Hasegawa est le fils d'un maître d'armes samouraï d'Iwakuni, un sous-fief de Chōshū (actuelle préfecture de Yamaguchi), il servit dans les forces de Chōshū durant la guerre de Boshin de janvier à mars 1868 durant la restauration de Meiji qui renversa le shogunat Tokugawa.
Entré dans l'armée impériale japonaise en 1871, Hasegawa devint capitaine puis, plus tard, major, et dirigea un régiment pendant la rébellion de Satsuma qui a participé au siège du château de Kumamoto le 14 avril 1877
Il se rendit en France en tant qu'attaché militaire en 1885 pour étudier les stratégies, les tactiques et l'équipement européen. Il fut promu général de brigade à son retour au Japon un an après.
Pendant la Première guerre sino-japonaise, Hasegawa fut récompensé pour la bravoure de sa 12e brigade d'infanterie lors de la bataille de Pyongyang le 15 septembre 1894 et dans des escarmouches près d'Haicheng de décembre 1894 à janvier 1895. Après la guerre, il reçut le titre de baron (danshaku) selon le système nobiliaire du kazoku.
Durant la guerre russo-japonaise, Hasegawa fut affecté dans la 1re armée commandée par le général Kuroki Tamemoto, dans laquelle il dirigea la division de la Garde impériale pendant le printemps 1904, puis il se distingua à la bataille du Yalou du 30 avril au 1er mai 1904, et il fut promu au rang de général de corps d'armée en juin 1904. Après la guerre, il reçut le titre de vicomte (shishaku ).
Après avoir servi dans l'armée japonaise de Corée de septembre 1904 à décembre 1908, Hasegawa devint chef d'État-major de l'État-major de l'armée impériale japonaise en 1912. Il força le ministre de la Guerre Uehara Yūsaku à démissionner à cause de la politique fiscale du premier ministre Kinmochi Saionji et tenta de réformer le système dans lequel seuls les militaires en service actif pouvaient devenir ministre de la Guerre ou de la Marine. La chute du gouvernement Kinmochi fut appelée plus tard la « crise politique de Taishō ».
En 1915, Hasegawa devint maréchal de camp et reçut le titre de comte (hakushaku) en 1916.
À partir d'octobre 1916, Hasegawa devint le second gouverneur-général de Corée et fut plus tard critiqué pour la répression militaire du soulèvement du 1er Mars qui aurait causé 7 000 morts et 40 000 arrestations.
Hasegawa est mort en 1924. Il est enterré au cimetière d'Aoyama à Tokyo.

## Source de la traduction
- (en) Cet article est partiellement ou en totalité issu de l’article de Wikipédia en anglais intitulé « Hasegawa Yoshimichi » (voir la liste des auteurs).